# S/2003 J 24
S/2003 J 24（暫時命名為EJc0061）是一顆木星的衛星，由史考特·雪柏等人於2003年發現。它也由業餘天文學家凱利（Kai Ly）獨立發現，並於2021年6月30日報導了這一發現。它的發現於2021 11月15日在MPEC上正式宣佈。
凱利之前在2020年找到了四顆“遺失”的木星衛星：S/2003 J 23、S/2003 J 12、2003 J 4和S/2003 J2。
S/2003 J 24以715.4天的逆行繞木星一周，平均距離為23,088,000 km（0.15433 AU），相對於黃道的傾角為162°，軌道離心率0.25。
它屬於由不規則的逆行衛星組成的加爾尼群，此群繞木星的軌道傾角約165°，運行的距離在23到24 Gm之間。

## 外部連結
- Discovery announcement （页面存档备份，存于） at the Minor Planets Mailing List